# Хостјовце (Злате Моравце)
Хостјовце (слч. Hosťovce) насељено је мјесто са административним статусом сеоске општине (слч. obec) у округу Злате Моравце, у Њитранском крају, Словачка Република.

## Становништво
| Година:    | 1994. | 2004.   | 2014.   | 2024.   |
| ---------- | ----- | ------- | ------- | ------- |
| Број људи: | 758   | 759     | 757     | 719     |
| Разлика:   |       | +0,13 % | -0,26 % | -5,01 % |

| Година:    | 2023. | 2024.   |
| ---------- | ----- | ------- |
| Број људи: | 733   | 719     |
| Разлика:   |       | -1,90 % |

Према подацима о броју становника из 2011. године насеље је имало 762 становника.